# 김태영 (배우)
김태영(金兌盈, 1992년 11월 14일 ~ )은 대한민국의 배우, 모델, 유튜버이다.

## 학력
- 2012년 ~ 2016년 동서대학교 연기과 학사

## 출연

### 방송

#### 드라마
- 2021년 Watcha 《좋좋소》 - 이미나 역
- 2021년 Watcha 《좋좋소 2》 - 이미나 역
- 2021년 JTBC 《로스쿨》
- 2021년 Watcha 《좋좋소 3》 - 이미나 역
- 2021년 유튜브 《유튜버 클라쓰 2》 - 김희령 역
- 2022년 Watcha 《좋좋소 4》 - 이미나 역
- 2022년 Watcha 《좋좋소 5》 - 이미나 역
- 2022년 JTBC 《나의 해방일지》 - 카드회사 직원 역
- 2022년 Watcha 《신입사원》 - 이범 역
- 2023년 ENA 《행복배틀》
- 2023년 Disney+ 《무빙》 - 박 양 역
- 2024년 Watcha 《미나씨, 또 프사 바뀌었네요?》 - 이미나 역
- 2024년 Disney+ 《강력하진 않지만 매력적인 강력반》 - 장태식의 비서 역

#### 예능
- 2017년 유튜브 《Haru Kim》 (웹 예능) - 진행자 (2017.12.03~)
- 2022년 SBS 《꼬리에 꼬리를 무는 그날 이야기》 - 게스트 (2022.10.13)

### 영화
- 2017년 《군함도》
- 2018년 《박화영》 - 교무실 선생님 2 역

### 뮤직비디오
- 2017년 우주왕복선싸이드미러 - 〈진짜 마지막〉
- 2019년 기글리베어 - 〈Swim Into The Blue〉

### 광고
- 2017년 이마트 피코크 한반 곤드레 된장국밥 - 신혼 부부 편
- 2018년 파라다이스세가사미 파라다이스시티
- 2019년 스프렉사코리아 스프렉사
- 2019년 칸투칸
- 2019년 안다르 레깅스 - 언제나 시작은 안다르와 편 (With 신세경)
- 2020년 신세계인터내셔날 연작
- 2021년 신세계푸드 욜로우
- 2021년 유주게임즈 삼국지혼
- 2021년 LS네트웍스 프로스펙스
- 2021년 대웅제약 임팩타민 - 한 통 속 편 (With 김경민)
- 2021년 대웅제약 임팩타민 - 임팩타민이 다 했다 편 (With 김경민)
- 2021년 필더세임 힙플렉스 - 스마트 힙밴드 편
- 2022년 JM솔루션 좋쑥앰플 - 홍보를 위해 좋쑥기업 일원들이 뭉쳤다 편 (With 이과장, 강성훈, 진아진)